# Пещениця
Пещениця (хорв. Pešćenica) — населений пункт у Хорватії, у Сисацько-Мославинській жупанії у складі громади Лекеник.

## Населення
Населення за даними перепису 2011 року становило 883 осіб.
Динаміка чисельності населення поселення:

## Клімат
Середня річна температура становить 10,70 °C, середня максимальна – 25,26 °C, а середня мінімальна – -6,20 °C. Середня річна кількість опадів – 895 мм.
| Клімат поселення                              | Клімат поселення | Клімат поселення | Клімат поселення | Клімат поселення | Клімат поселення | Клімат поселення | Клімат поселення | Клімат поселення | Клімат поселення | Клімат поселення | Клімат поселення | Клімат поселення | Клімат поселення |
| Показник                                      | Січ.             | Лют.             | Бер.             | Квіт.            | Трав.            | Черв.            | Лип.             | Серп.            | Вер.             | Жовт.            | Лист.            | Груд.            |                  |
| Середній максимум, °C                         | 6,73             | 8,58             | 13,20            | 17,44            | 22,15            | 25,26            | 24,37            | 23,67            | 19,96            | 14,88            | 9,14             | 5,18             |                  |
| Середня температура, °C                       | 0,26             | 2,10             | 6,72             | 11,00            | 15,70            | 18,80            | 20,46            | 19,76            | 16,05            | 10,98            | 5,24             | 1,28             |                  |
| Середній мінімум, °C                          | −6,2             | −4,34            | 0,28             | 4,53             | 9,22             | 12,33            | 16,55            | 15,86            | 12,14            | 7,06             | 1,34             | −2,63            |                  |
| Норма опадів, мм                              | 54               | 51               | 61               | 70               | 78               | 91               | 80               | 86               | 83               | 86               | 89               | 66               |                  |
| Середньомісячна швидкість вітру, м/с          | 1.80             | 1.98             | 2.40             | 2.24             | 2.10             | 1.90             | 1.85             | 1.70             | 1.70             | 1.70             | 1.80             | 1.80             |                  |
| Середньомісячна сонячна радіація, кДж/м²·день | 4201             | 6890             | 10548            | 15083            | 19244            | 21312            | 22248            | 19443            | 14334            | 8788             | 4628             | 3398             |                  |
| --------------------------------------------- | ---------------- | ---------------- | ---------------- | ---------------- | ---------------- | ---------------- | ---------------- | ---------------- | ---------------- | ---------------- | ---------------- | ---------------- | ---------------- |
| Джерело:                                      |                  |                  |                  |                  |                  |                  |                  |                  |                  |                  |                  |                  |                  |